# Crash: Mind over Mutant
Crash Bandicoot: Mind Over Mutant — відеогра для приставок PlayStation 2, PlayStation Portable, Xbox 360, Nintendo DS та Nintendo Wii в жанрі платформера.
П'ятнадцята гра в серії ігор Crash Bandicoot, розпочатої компанією Naughty Dog в 1996 році.

## Сюжет
Головний герой гри — Креш Бандикут дізнається, що лікар Нео Кортекс, божевільний вчений з величезною літерою «N» на лобі, головний лиходій серії ігор про Креша Бандикута, знову має намір захопити світ. Для виконання свого плану, доктор і його приятель, Н. Бріо збираються використовувати новий винахід, що дозволяє керувати свідомістю мутантів. Таким чином, двоє вчених сформують армію агресивно налаштованих істот. Креш і його друзі змушені знову рятувати світ.

## Розробка
Робочою назвою гри було Crash: Invasion of the Bandicoot Snatchers, що є пародією на назву американського фільму «Вторгнення викрадачів тіл» (англ. «Invasion of the Body Snatchers»).
Версія гри під кожну ігрову платформу розроблена різними компаніями, таким чином, ігри можуть відрізнятися побудовою завдань і особливостями ігрового процесу.